# Tibull
Albius Tibullus (deutsch Tibull; * um 55 v. Chr.; † 19/18 v. Chr.) war ein römischer Elegiker der augusteischen Zeit.

## Leben

### Gesichertes
Tibull entstammte einer wohlhabenden römischen Ritterfamilie. Ovid erwähnt eine Schwester und eine Mutter, die den Dichter überlebten. Die fehlende Erwähnung des Vaters lässt darauf schließen, dass dieser früh starb. Als gesichert kann Tibulls Freundschaft zu Marcus Valerius Messalla Corvinus und die Teilnahme an dessen Feldzug nach Aquitanien im Jahre 31 v. Chr. gelten, die eine kurze Vita erwähnt (möglicherweise aus den verlorenen Teilen der Schrift De poetis des Sueton stammend). Tibull muss um 19/18 v. Chr. gestorben sein, denn ein Nachruf des Dichters Domitius Marsus gilt zugleich dem im Jahre 19 v. Chr. verstorbenen Vergil und dem Tibull. Das Epigramm bezeugt zugleich, dass Tibull jung starb.

### Ungesichertes
Das lyrische Ich der Elegien lehnt Messallas Aufforderung, ihn auf einem Feldzug in den Osten zu begleiten, zunächst ab, da ihn die Sehnsucht nach einem friedlichen Leben und die Liebe zu einer gewissen Delia zurückhält. Er entschließt sich letztlich zur Mitreise, muss aber, unterwegs erkrankt, auf Kerkyra zurückbleiben. Zurückgekehrt, findet er seine Geliebte mit einem reicheren Mann verheiratet. Den geliebten Knaben Marathus verliert er an einen älteren, ebenfalls reichen Rivalen. Weitere Liebesverstrickungen erlebt er mit einer neuen Geliebten namens Nemesis.
Wie viel hiervon autobiographisch ist, muss offenbleiben. In der älteren Forschung wurden aus dem literarischen Werk, dessen fiktive Natur nicht hinreichend berücksichtigt wurde, biographische Daten entnommen. Die jüngere Forschung nimmt eine deutlich vorsichtigere Haltung ein. Es ist zwar durchaus möglich, dass Lebensumstände des Dichters in sein Werk eingeflossen sind, jedoch fehlen Zeugnisse, anhand derer man Wirklichkeit und Fiktion trennen könnte. So könnte die Darstellung eigener Armut tatsächlich auf eine Landenteignung des Dichters im Zuge des römischen Bürgerkriegs zurückgehen, da aber seit Catull der leidenschaftlich und oft unglücklich liebende „arme Schlucker“, von dessen Standpunkt aus das Geschehen erlebt wird und dem der Dichter seinen Namen leiht, zum festen Inventar der römischen Liebesdichtung gehört, lassen sich hieraus ohne weitere unterstützende Quellen keine sicheren Schlüsse auf das Leben des Dichters ziehen.

## Werk
Tibull ist neben Properz und Ovid einer der drei erhaltenen Dichter der Augusteischen Liebeselegie, von deren „Begründer“ der Gattung in Rom, Gallus, nur wenige Fragmente überliefert sind. In den Elegien aller drei Dichter erscheint jeweils eine Geliebte: bei Properz eine Cynthia, bei Ovid eine Corinna und bei Tibull eine Delia. Während die Liebesgedichte des Properz und Ovid nur an diese Frauen gerichtet sind, erscheint bei Tibull in einigen Gedichten des ersten Buches ein junger Geliebter namens Marathus. Mit Delia bricht der Ich-Sprecher zudem am Ende des ersten Buches; im zweiten Buch erscheint eine neue Geliebte namens Nemesis. 
Von Tibull sind zwei Gedichtbücher überliefert. Das erste umfasst zehn Elegien, das zweite sechs; beide wurden wohl zu seinen Lebzeiten veröffentlicht. In gängigen Tibull-Ausgaben sind noch die Bücher 3 und 4 zu finden, deren Echtheit jedoch zweifelhaft ist; sie werden daher oft als Appendix Tibulliana („Anhang zu Tibull“) bezeichnet. Das dritte Buch stammt von einem Nachahmer, der sich selbst mit dem Namen Lygdamus bezeichnet. Das vierte Buch ist bestimmt von einem langen an Messalla gerichteten Gedicht in Hexametern, der Panegyricus Messallae, und einem Kranz poetischer Liebesbriefe eines jungen Mädchens namens Sulpicia an ihren Geliebten.

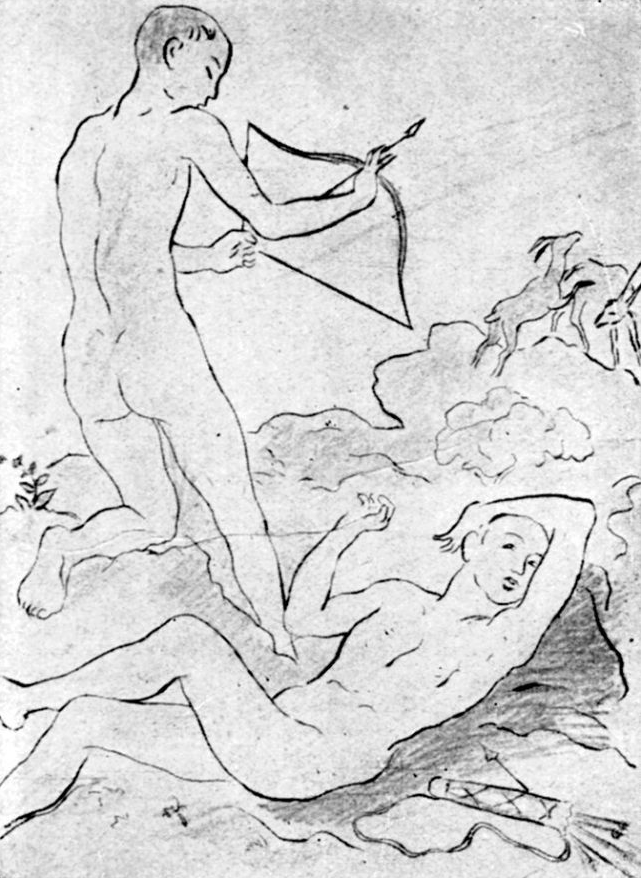
Illustration von Otto Schoff zur modernen Buchausgabe von Tibulls Marathus-Elegien

Während an Properz und Ovid schon immer die reiche Variation der Themen und die vielfältigen Ausflüge in die Welt der Mythologie geschätzt wurden, taucht Tibull kaum einmal in die Welt der Götter und Mythen ein. Seine Themen sind die Wirren komplizierter Liebesbeziehungen, die Sehnsucht nach dem einfachen, friedlichen Leben auf dem Lande und die Verpflichtung dem Patron Messalla gegenüber, dessen kriegerischen Habitus der Sprecher für sich genauso ablehnt wie das Streben nach Reichtum und Ruhm. Schilderungen ländlicher Idylle in einigen Gedichten bringen das Werk in die Nähe von Vergils Eklogen.
Gegenüber der offensichtlich kunstvollen Sprache und gedanklichen Ordnung des Properz und Ovid scheint Tibull eher schlicht und assoziativ zu schreiben. Ein Wort scheint zu genügen, um ihn von einem Gedanken oder Thema zum anderen zu bringen. Er meidet entlegene Begriffe und begnügt sich mit einem begrenzten Wortschatz. Dadurch und mit seinen emphatischen Anrufungen, Interjektionen und Wiederholungen erscheinen seine Darstellungen des Liebesleidens als ungekünstelte, spontane Äußerungen und Ausbrüche. Bei näherem Hinsehen fällt jedoch auf, wie kunstvoll die Verse geschmiedet sind und in welchem Gegensatz die Verskunst zur scheinbar spontanen Äußerung steht.
Außerdem nannte Tibull – soweit für uns nachweisbar – als Erster Rom die Ewige Stadt, eine Antonomasie, die dann zum auszeichnenden Ehrennamen wurde.

## Rezeption

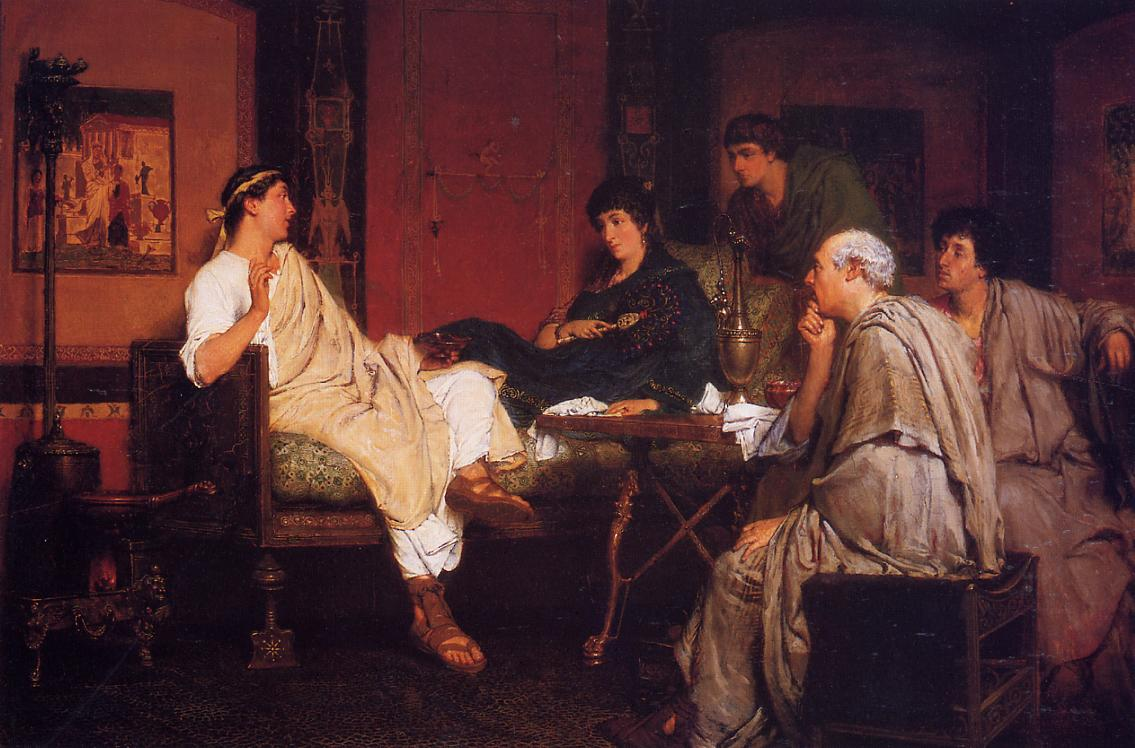
Lawrence Alma-Tadema: Tibull bei Dalia. Phantasievolles Historiengemälde aus dem Jahr 1866

Tibulls Themen und Verse erschienen und erscheinen gerade in der Neuzeit manchem als allzu banal und monoton. Zu seiner Zeit jedoch wurde der Dichter in Rom hoch geschätzt. Der Gelehrte Quintilian beispielsweise schreibt über die römische Elegie: „Tibull erscheint mir als ihr reinster und elegantester Vertreter. Es gibt auch Leute, die Properz vorziehen. Ovid ist frecher, Gallus rauher als diese beiden.“ In den letzten Jahrzehnten mehren sich auch in der Forschung wieder Stimmen, die hervorheben, wie viel Kunst und auch Humor in Tibulls Versen steckt.
Wichtige Editionen der Werke Tibulls stammen von Christian Gottlob Heyne (1755), Johann Heinrich Voß (Heidelberg 1811), Karl Lachmann (Berlin 1829), Georg Ludolf Dissen (Göttingen 1835, 2 Teile), Moriz Haupt (5. Aufl., Leipzig 1885), Lucian Müller (das. 1870), Emil Baehrens (das. 1878), Eduard Hiller (das. 1885). Alte deutsche Übersetzungen lieferten Voß selbst (Tübingen 1810), Wilhelm Siegmund Teuffel (Stuttgart 1853 u. 1855), Wilhelm Binder (2. Aufl., Berlin 1885), Anton Eberz (Frankfurt 1865).

## Ausgaben und Übersetzungen
- The Elegies of Albius Tibullus. Hrsg. von Kirby Flower Smith, New York 1913.
- Tibvlli aliorvmqve carminvm libi tres. Hrsg. von John Percival Postgate, ed. altera, Oxford 1915.
- Properz / Tibull: Liebeselegien. Lateinisch-Deutsch, neu hrsg. und übers. von Georg Luck, Zürich & Düsseldorf 1996.
- Albii Tibulli aliorumque carmina. Hrsg. von Georg Luck, Stuttgart & Leipzig ²1998.
- Tibull: Elegische Gedichte. Lateinisch / Deutsch, übers. und hrsg. von  Burkhard Mojsisch, Joachim Lilienweiß & Arne Malmsheimer, Stuttgart 2001.
- Tibull: Liebeselegien. Lateinisch – deutsch, hrsg. und übers. von Niklas Holzberg, Mannheim 2011.
- Tibull und seine Fortsetzer. Zweisprachige Gesamtausgabe. Lateinisch und deutsch. Mit Einleitung und Kommentar hrsg. und übers. von Dieter Flach. WBG, Darmstadt 2015.
- Hermann Tränkle (Hrsg.): Appendix Tibulliana (= Texte und Kommentare. 16). Herausgegeben und kommentiert. De Gruyter, Berlin u. a. 1999, ISBN 3-11-011301-5.